# Alaküla (Haaslava)
Pour les articles homonymes, voir Alaküla.
Alaküla est un village de la commune de Haaslava du comté de Tartu en Estonie.
Au 31 décembre 2011, il compte 7 habitants.